# الفداء
الفداء (به فرانسوی: Al Fida) یک منطقهٔ مسکونی در مراکش است که در کازابلانکای بزرگ واقع شده‌است.

## خصوصیات
الفداء ۱۸۶٬۷۵۴ نفر جمعیت دارد.